# Jan Tomáš Kuzník
Jan Tomáš Kuzník, psán také Kužník nebo Kuschnik (okolo 1716 Uhřičice – 13. dubna 1786 Kojetín) byl český kantor, básník a hudební skladatel.

## Život
Navštěvoval piaristické gymnázium v Kroměříži a stal se učitelem v Napajedlích. Později působil jako rektor v Kojetíně.
Vedle skladatelské činnosti byl znám především jako literát na pomezí umělé literatury a lidové poezie. Skládal písně, které popisovaly běžné události: život venkovského lidu, utrpení za vpádu Prusů a s úsměvem komentoval typické vlastnosti hanáckého sedláka. Některé písně Tomáše Kuzníka dokonce zlidověly (např. Za horama svítá). Uchovaly se díky sběratelské činnosti Heřmana Gallaše a vydavatele Tomáše Fryčaje, který je zařadil do sbírky Múza moravská. Napsal rovněž libreto ke školské opeře Veritas exulant agente Mundo et Politica, které zhudebnil skladatel Josef Schreier.
Jeho syn Jan Karel Kuzník (1745–1819), byl rovněž hudebník. Je znám jako sběratel lidových písní z Hané a byl autorem humoristické mapy Hané, která je ve sbírkách Moravského zemského muzea v Brně.

## Dílo
Jeho skladby v oblasti vážné hudby jsou ovlivněny hudbou Josepha Haydna, nezapřou však české prostředí. V hudebním archívu kroměřížského zámku se dochovalo:
- 6 symfonií
- 12 menuetů
- 7 smyčcových kvartetů
- 2 sextety s violou d’amore
- 2 zpěvohry

Dnes jsou živé zejména smyčcové kvartety.